# Ursula Bassler
Ursula Bassler (Alemania, 1965) es una física e investigadora alemana. Es la subdirectora del CNRS Centro Nacional para la Investigación Científica y presidente del  consejo del CERN (Organización Europea para la Investigación Nuclear) desde enero de 2019.

## Primeros años y educación
Bassler nació en Alemania en 1965. Se trasladó a Francia como au pair. Completó su doctorado en física de partículas en la Universidad Pierre y Marie Curie en 1993.

## Investigación y carrera
Se unió al Laboratorio Nuclear y de alta Energía (LPHNE) en París, donde trabajó en física de partículas basada en colisionadores. El LPHNE es una unidad de investigación conjunta entre CNRS y la Universidad Pierre y Marie Curie. Trabajó en la estructura del protón utilizando el acelerador de partículas HERA como miembro del experimento H1 en DESY en Alemania.
En 1998 se unió al experimento D0 en el colisionador de Fermilab el cual estudia los bloques básicos de la materia. Ella ejecutó la calibración fuera de línea del calorímetro. Fue parte  del grupo de trabajo Dispersión inelástica profunda durante 1999. Durante el 2005 (Año Mundial de Físicas) mantuvo un blog en Diarios Cuánticos. Entre 2007 y 2013 dirigió la división de física de partículas en el Instituto de Investigación sobre las leyes fundamentales del Universo - IRFU-CEA. Forma parte del Comité asesor internacional de la  Universidad Nacional An-Najah. Creó el proyecto Colisiones, un proyecto multimedia que dio una visión general de los físicos e ingenieros que trabajan para el  Gran Colisionador de Hadrones.
Hasta 2015, fue subdirectora científica en IN2P3 para física e informática de partículas.  En el IN2P3, preparó las actualizaciones para el Gran Colisionador de Hadrones de Alta Luminosidad y la European Open Science Cloud. La actualización (HL-LHC) comenzó en junio de 2018. Sea una miembro  del DESY consejo científico.  En septiembre de 2018 fue nombrada 23.º Presidente de consejo del CERN. Su candidatura fue propuesta por Francia y Alemania.